# Dorota Urbaniak
Dorota Urbaniak (* 6. Mai 1972 in Łask, Polen) ist eine kanadische Ruderin polnischer Abstammung, die eine olympische Medaille und drei Weltmeisterschaftsmedaillen gewann. 
Urbaniak rückte 1997 in den kanadischen Achter, der nach dem Gewinn der olympischen Silbermedaille 1996 neu zusammengestellt wurde. Bei den Weltmeisterschaften 1997 siegten wie 1996 die Rumäninnen vor den Kanadierinnen. 1998 und 1999 gewann der kanadische Achter jeweils die Bronzemedaille hinter den Rumäninnen und den US-Amerikanerinnen. Bei ihrer einzigen Olympiateilnahme belegte Urbaniak 2000 in Sydney den dritten Platz hinter den Rumäninnen und den Niederländerinnen. Bei den Ruder-Weltmeisterschaften 2002 erreichte Urbaniak mit dem kanadischen Achter noch einmal den sechsten Platz.
Die 1,78 m große Dorota Urbaniak ruderte für den Argonaut Rowing Club in Toronto.

## Medaillen
(OS=Olympische Spiele, WM=Weltmeisterschaften)
- WM 1997: 2. Platz im Achter (Buffy-Lynne Alexander, Laryssa Biesenthal, Jessica Gonin, Alison Korn, Emma Robinson, Dorota Urbaniak, Kristen Wall, Kubet Weston und Lesley Thompson)
- WM 1998: 3. Platz im Achter (Buffy-Lynne Alexander, Laryssa Biesenthal, Heather Davis, Alison Korn, Marnie McBean, Emma Robinson, Dorota Urbaniak, Kubet Weston und Lesley Thompson)
- WM 1999: 3. Platz im Achter (Buffy-Lynne Alexander, Laryssa Biesenthal, Alison Korn, Theresa Luke, Heather McDermid, Emma Robinson, Dorota Urbaniak, Kubet Weston und Lesley Thompson)
- OS 2000: 3. Platz im Achter (Heather McDermid, Heather Davis, Dorota Urbaniak, Theresa Luke, Emma Robinson, Alison Korn, Laryssa Biesenthal, Buffy-Lynne Alexander und Lesley Thompson)